# Kafidhoo
Kafidhoo est une petite île inhabitée des Maldives. 

## Géographie
Kafidhoo est située dans le centre des Maldives, à l'Ouest de l'atoll Kolhumadulu, dans la subdivision de Thaa. 